# Religión en Burkina Faso

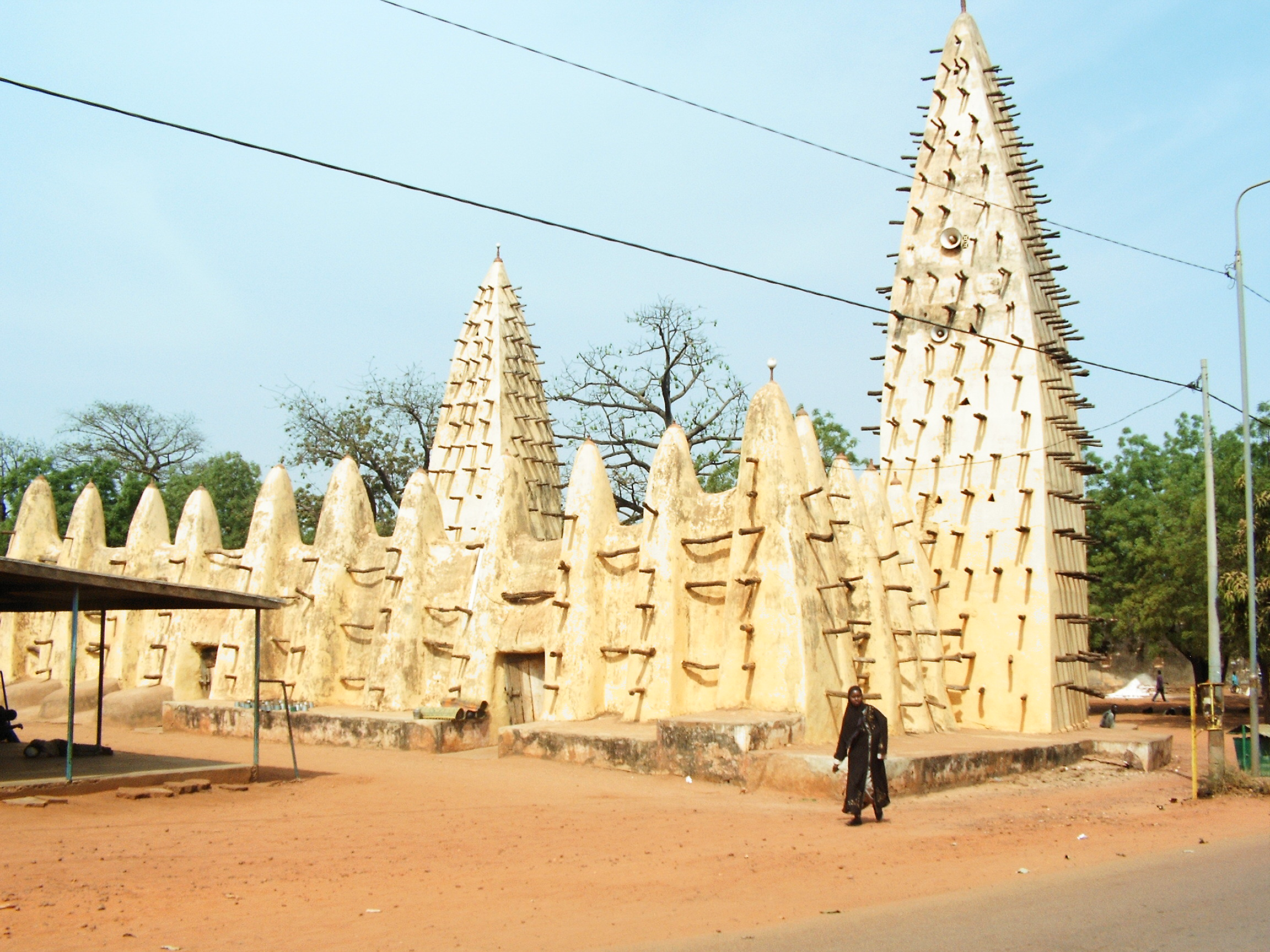
La mezquita en Bobo-Dioulasso, Burkina Faso

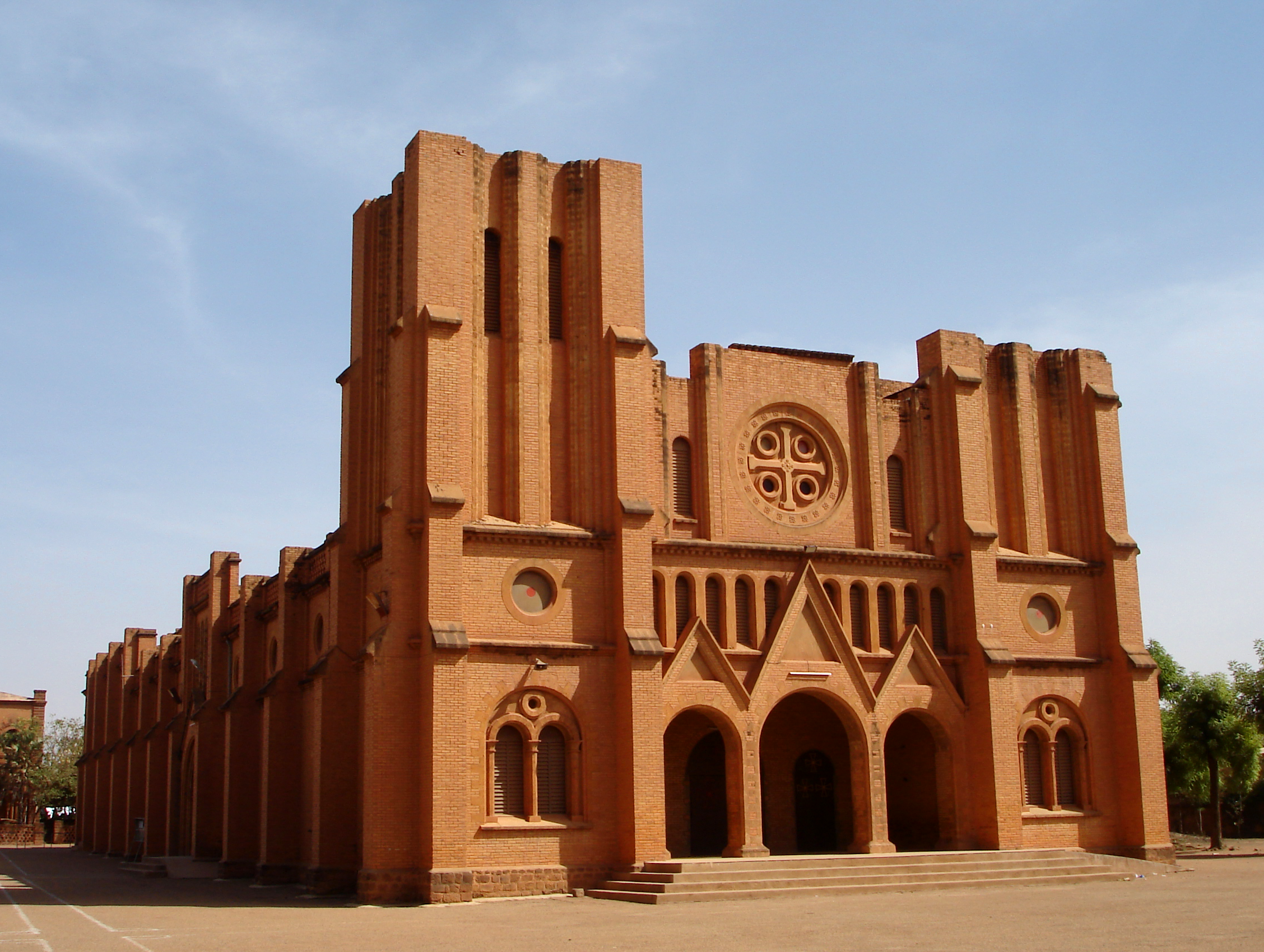
La catedral de Uagadugú

Burkina Faso es un país religiosamente diverso con el islam como la religión dominante. De acuerdo con el censo de 2006 organizado por el gobierno de Burkina Faso, un 60,5% de la población son musulmanes. La mayoría de los musulmanes en Burkina Faso representan la escuela Malikí, dentro del islam suní, profundamente influida por el sufismo. El chiismo también tiene su representación en el país. Según las estimaciones del gobierno un 23,2% de la población practica el cristianismo (un 19% el catolicismo y un 4,2% el protestantismo), un 15,3% practica el animismo, o sea la religión tradicional africana, un 0,6% representa otras religiones y un 0,4% no pertenece a ninguna religión.

## Geografía
Los musulmanes residen en el norte, el este y el oeste de Burkina Faso. Los cristianos viven en el centro del país. Las personas que practican las tradiciones y religiones indígenas viven especialmente en comunidades rurales. Uagadugú, la capital, tiene una población mixta, con los musulmanes y los cristianos. Bobo-Dioulasso, la segunda ciudad más grande del país, es mayoritariamente musulmana. En las dos ciudades también vive una pequeña comunidad siria y libanesa, ambas son mayoritariamente (más del 90%) cristianas.